# Pempheridae

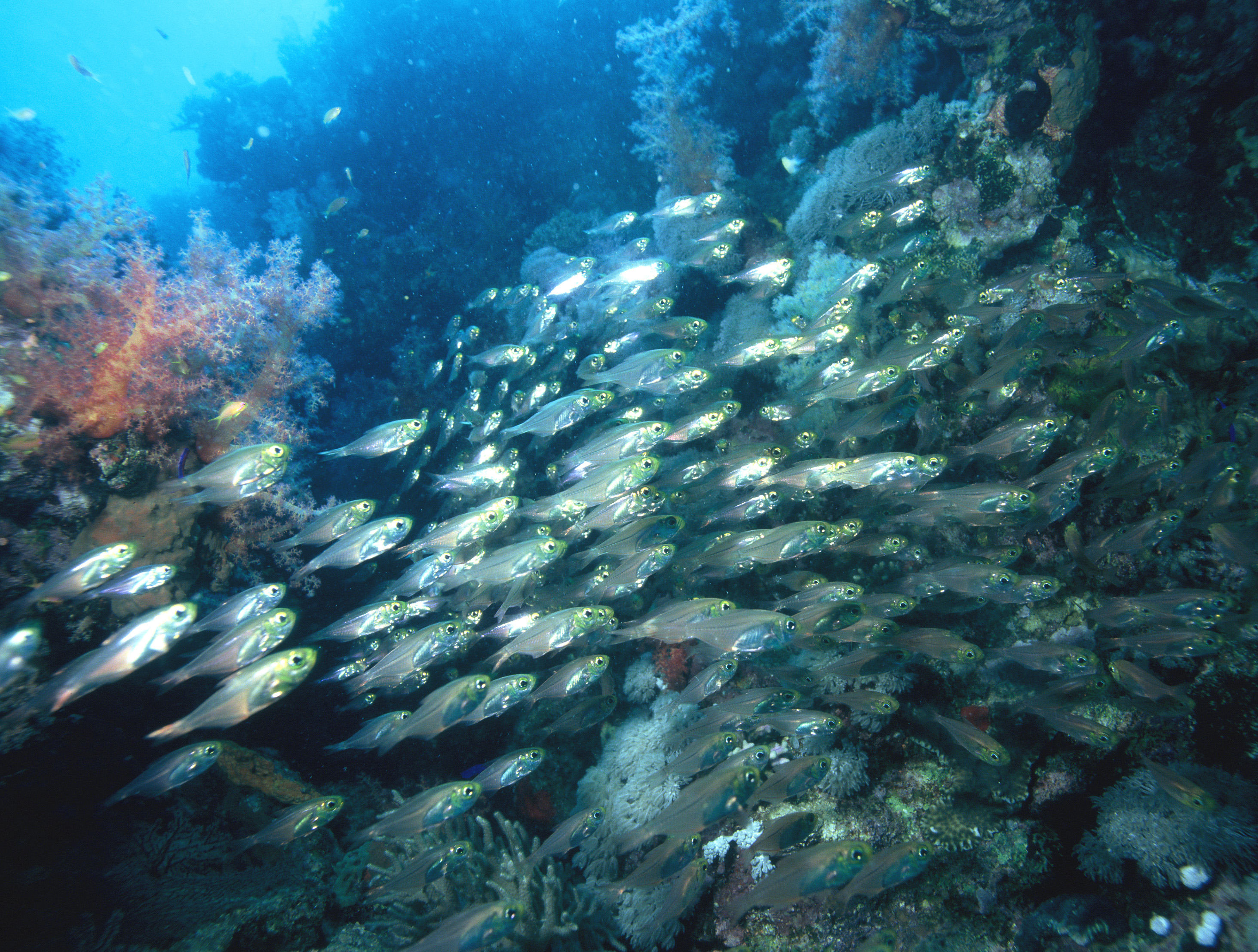
Cardumen de juveniles de barrendero.

Los barrenderos (familia Pempheridae) son una familia de peces marinos incluida en el orden Perciformes. Se distribuyen por el oeste del Atlántico y por los océanos Índico y Pacífico.
Tienen el cuerpo comprimido con una longitud máxima de unos 30 cm, con un maxilar que no se extiende más allá del centro de sus grandes ojos. Aleta dorsal corta, con su origen antes de la mitad del cuerpo y con 4 a 7 espinas de tamaño gradual y 7 a 12 radios blandos, mientras que la aleta anal tiene unas tres espinas y multitud de radios blandos. Algunas especies poseen órganos luminiscentes.
Se juntan en el interior de cuevas durante el día y se dispersan durante la noche para alimentarse de zooplancton.
No se aclimatan bien a vivir en acuario.

## Géneros y especies
Existen unas 26 especies agrupadas en dos géneros:
- Género Parapriacanthus (Steindachner, 1870). Eschmeyer (1998) considera que algunas de las especies de este género no son válidas, por lo que probablemente sólo hay dos especies.[2]
  - Parapriacanthus dispar (Herre, 1935)
  - Parapriacanthus elongatus (McCulloch, 1911)
  - Parapriacanthus marei (Fourmanoir, 1971)
  - Parapriacanthus ransonneti (Steindachner, 1870)

- Género Pempheris (Cuvier, 1829)
  - Pempheris adspersa (Griffin, 1927)
  - Pempheris adusta (Bleeker, 1877)
  - Pempheris affinis (McCulloch, 1911)
  - Pempheris analis (Waite, 1910)
  - Pempheris compressa (White, 1790)
  - Pempheris japonica (Döderlein en Steindachner y Döderlein, 1883)
  - Pempheris klunzingeri (McCulloch, 1911)
  - Pempheris mangula (Cuvier, 1829)
  - Pempheris molucca (Cuvier, 1829)
  - Pempheris multiradiata (Klunzinger, 1879)
  - Pempheris nyctereutes (Jordan y Evermann, 1902)
  - Pempheris ornata (Mooi y Jubb, 1996)
  - Pempheris otaitensis (Cuvier en Cuvier y Valenciennes, 1831)
  - Pempheris oualensis (Cuvier en Cuvier y Valenciennes, 1831)
  - Pempheris poeyi (Bean, 1885) - Pemferis colinegro (Cuba).
  - Pempheris rapa (Mooi, 1998)
  - Pempheris schomburgkii (Müller y Troschel en Schomburgk, 1848) - Barrendero transparente (México), Pemferis bandeado (Cuba) o Pez vidrio (Venezuela).
  - Pempheris schreineri (Miranda Ribeiro, 1915)
  - Pempheris schwenkii (Bleeker, 1855)
  - Pempheris vanicolensis (Cuvier en Cuvier y Valenciennes, 1831)
  - Pempheris xanthoptera (Tominaga, 1963)
  - Pempheris ypsilychnus (Mooi y Jubb, 1996)